# Brian James
Pour les articles homonymes, voir Brian James, Robertson et James.
Brian James, nom de scène de Brian Robertson, né le 18 février 1955 dans le quartier d'Hammersmith à Londres et mort le 6 mars 2025, est un guitariste britannique de punk rock. Il est l'un des membres fondateurs de The Damned et The Lords of the New Church.

## Biographie
Brian James commence sa carrière en 1975 en jouant dans diverses formations protopunk comme Bastard et London SS, où il rencontre Rat Scabies. Ensemble, ils recrutent le bassiste Ray Burns, alias Captain Sensible, et le journaliste Nick Kent au chant, pour former un temps les Subterraneans. Kent est ensuite remplacé par Dave Vanian et le groupe se rebaptise The Damned. Il se dit alors influencé par James Williamson, guitariste des Stooges et même par des musiciens de jazz comme Cecil Taylor. James compose la majeure partie des titres des deux premiers albums des Damned sortis en 1977, Damned Damned Damned et Music for Pleasure.
Brian James quitte le groupe en 1978. Il fonde alors Tanz Der Youth avec d'anciens membres de Hawkwind (Alan Powell) et de Warsaw Pakt (Andy Colqhoun), puis Brian James Brain's. Il accompagne ensuite Iggy Pop en tournée, puis enregistre le simple Ain't that a Shame, avec Stewart Copeland à la batterie. Il apparaît aussi sur l'album de The Saints Out in the Jungle.
En 1981, il fonde The Lords of the New Church avec Stiv Bators. Après le décès de Bators en 1990, il crée The Brian James Gang.